# Stanisław Curyło
Stanisław Curyło (ur. 31 marca 1954 w Krakowie) – polski piłkarz, występujący na pozycji pomocnika.

## Życiorys
W 1962 roku trafił do juniorów Cracovii. Z tą drużyną zdobył mistrzostwo Krakowa juniorów. W 1970 roku zadebiutował w seniorskiej drużynie Cracovii, debiutując przeciwko Warcie Poznań. W 1973 roku zmienił klub – pierwotnie miał trafić do Wisłoki Dębica, ale po rozegraniu sparingu ze Stalą Rzeszów przeszedł do rzeszowskiego klubu. Z klubem tym wywalczył awans do I ligi oraz zdobył Puchar Polski. Po wygranym 4:1 meczu ze Skeid Fotball w Pucharze Zdobywców Pucharów otrzymał propozycję gry w Norwegii, jednak w myśl polskich przepisów (zabraniających wyjazdu piłkarzom poniżej 30 roku życia) nie otrzymał zgody na wyjazd. Ogółem w Stali rozegrał 82 mecze ligowe, w których zdobył 11 goli. W 1977 roku został graczem Górnika Zabrze. W pierwszym sezonie w barwach Górnika jego klub spadł do II ligi, ale rok później z powrotem awansował do najwyższej klasy rozgrywkowej. W 1979 roku Curyło rozegrał mecz w reprezentacji Polski B przeciwko Węgrom (2:1 dla Polski), zaliczając w meczu asystę. W 1982 roku został reprezentantem Ruchu Chorzów, gdzie trafił na zasadzie wolnego transferu. Curyło stał się tym samym pierwszym zawodnikiem, który z Górnika Zabrze przeszedł do Ruchu. W barwach Ruchu zagrał 20 meczów w I lidze. Rok później został przez Jana Złomańczuka przetransferowany do Igloopolu Dębica. Pod koniec kariery grał w klubach niższych lig, jak Unia Tarnów, Jadowniczanka Jadowniki, Wisłoka Dębica i Czarnovia Czarna.
Pełnił ponadto funkcję trenera Kamieniarza Golemki oraz juniorów Czarnovii Czarna.

## Statystyki ligowe
| Sezon         | Klub                    | Liga          | Mecze | Gole |
| ------------- | ----------------------- | ------------- | ----- | ---- |
| 1970/1971     | Cracovia                | II liga       | 1     | 0    |
| 1971/1972     | Cracovia                | III liga      | ?     | ?    |
| 1972/1973     | Cracovia                | liga okręgowa | ?     | ?    |
| 1973/1974     | Stal Rzeszów            | II liga       | 16    | 0    |
| 1974/1975     | Stal Rzeszów            | II liga       | 18    | 5    |
| 1975/1976     | Stal Rzeszów            | I liga        | 21    | 0    |
| 1976/1977     | Stal Rzeszów            | II liga       | 27    | 6    |
| 1977/1978     | Górnik Zabrze           | I liga        | 7     | 1    |
| 1978/1979     | Górnik Zabrze           | II liga       | 23    | 3    |
| 1979/1980     | Górnik Zabrze           | I liga        | 30    | 4    |
| 1980/1981     | Górnik Zabrze           | I liga        | 15    | 2    |
| 1981/1982 (w) | Ruch Chorzów            | I liga        | 7     | 0    |
| 1982/1983     | Ruch Chorzów            | I liga        | 10    | 0    |
| 1983/1984     | Igloopol Dębica         | II liga       | ?     | ?    |
| 1984/1985     | Igloopol Dębica         | II liga       | ?     | ?    |
| 1985/1986     | Unia Tarnów             | II liga       | ?     | ?    |
| 1986/1987     | Unia Tarnów             | III liga      | ?     | ?    |
| 1987/1988     | Jadowniczanka Jadowniki | ?             | ?     | ?    |
| 1988/1989     | Wisłoka Dębica          | III liga      | ?     | ?    |
| 1989/1990     | Wisłoka Dębica          | III liga      | ?     | ?    |